# 京都市交響楽団
京都市交響楽団（きょうとしこうきょうがくだん、英語: City of Kyoto Symphony Orchestra）は、京都市に本拠を置くプロのオーケストラ。

## 概説

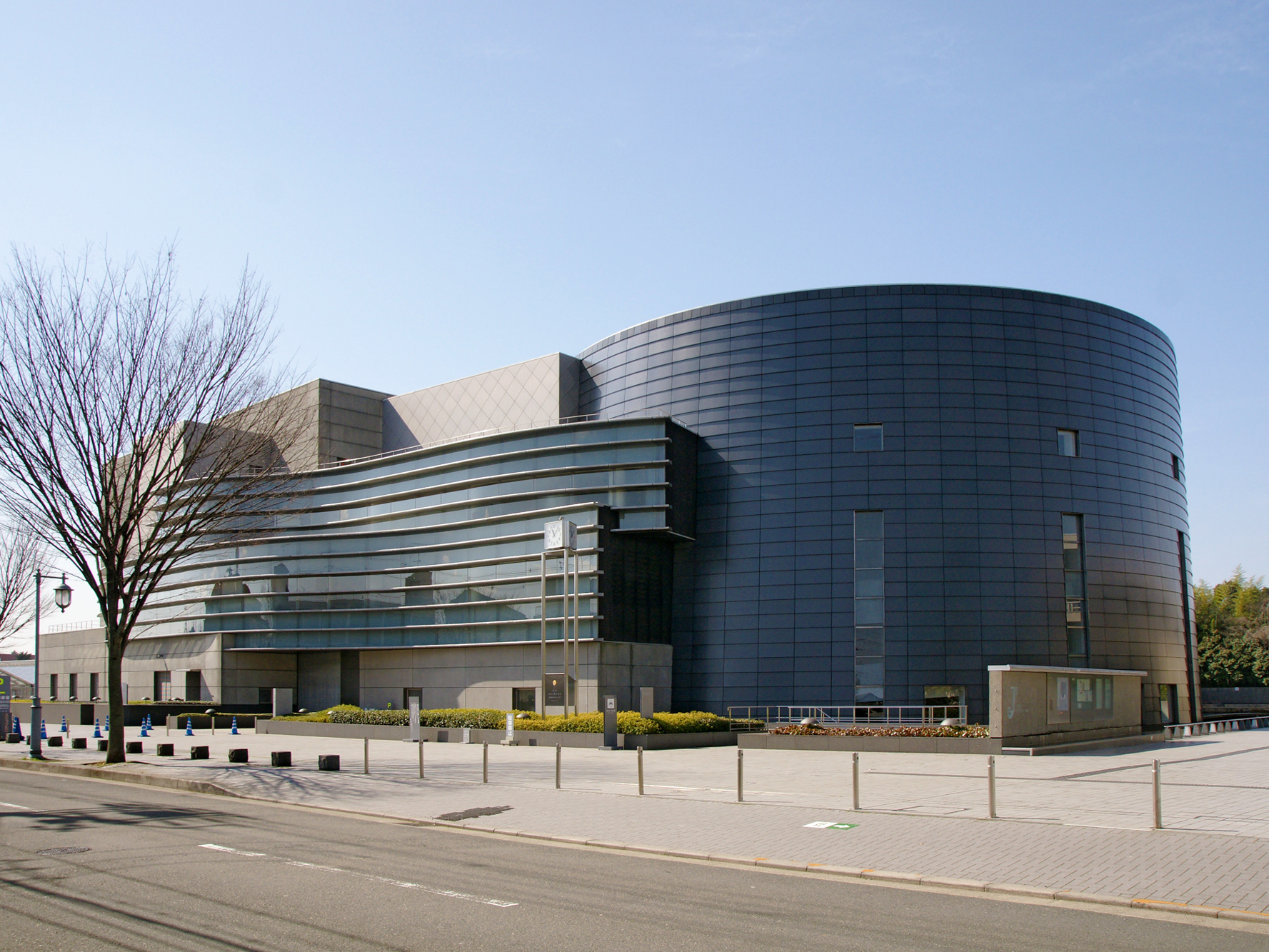
本拠地の京都コンサートホール

京都市交響楽団の通称は京響（きょうきょう）。日本オーケストラ連盟正会員である。
1956年4月に、日本で唯一の自治体直営のオーケストラとして創立された。2009年4月からは京都市の直営を離れ、財団法人京都市音楽芸術文化振興財団（現：公益財団法人京都市音楽芸術文化振興財団）の運営となった。
現在は京都コンサートホールで毎月1回の定期演奏会を開催している。4管編成。創立当初から自治体だった直営の利を活かして、現在でも演奏機会の少ない曲を採り上げることも多い。2003年から「こどものためのコンサート」を定期的なシリーズとして開催し、2009年からは「オーケストラ・ディスカバリー」にリニューアルした。2005年にプラハ交響楽団（FOK）と姉妹オーケストラ盟約を締結。
その他、毎年12月第1日曜日に大阪城ホールに於いて開催されてきている「サントリー1万人の第九」へも、当該興行の創始年（1983年）から2001年までの毎年と2010年・2011年に本楽団として参加している。
1990年代、KBS京都のテレビ番組『京の響』で演奏会が放送されていたことがある。
また、京都市少年合唱団などとの共演も頻繁に行われている。
2008年に常任指揮者に就任した広上淳一は、京響歴代最長の14年間務めて、オーケストラのレベルを飛躍的に向上させた。桂冠指揮者に大友直人。

## 沿革
- 1956年 4月に自治体直営のオーケストラとして創立される。初代楽団長は京都市長の高山義三。6月18日、先斗町歌舞練場に於いて披露演奏会を開催。この翌日（6月19日）には円山公園野外音楽堂にて第1回定期演奏会を開催。第5回定期演奏会から会場を京都ヤサカ会館に移転。京響友の会（定期会員制度）発足。
- 1957年 2管編成となる。初めての東京公演（東京披露演奏会）を日比谷公会堂で開催。
- 1958年 3管編成となる。
- 1959年 二期会との提携による「モーツァルト・オペラシリーズ」で全国を巡業し、毎日音楽賞、大阪府民劇場賞、大阪府芸術祭賞を受賞。
- 1960年 第29回定期演奏会から会場を京都会館第一ホールに移転。
- 1961年 文部省芸術選奨を受ける。パブロ・カザルスが指揮（第35回定期演奏会）。
- 1962年 カウフマン（第2代常任指揮者）がブルックナー／交響曲第3番ニ短調を日本初演。
- 1963年 4管編成となる。アラム・ハチャトゥリアンが自作を指揮（第52回定期演奏会）。
- 1967年 第100回定期演奏会で外山雄三（第4代常任指揮者）がストラヴィンスキーの3大バレエ音楽（「火の鳥」、「ペトルーシュカ」、「春の祭典」）を指揮。
- 1971年 初めてのレコーディング（シベリウス／交響曲第２番　指揮：渡邉暁雄）。
- 1976年 初めての海外公演を香港にて実施（指揮：佐藤功太郎・小松一彦）。
- 1977年 第200回定期演奏会で若杉弘（首席客演指揮者）がマーラー／交響曲第3番を指揮。
- 1978年 京響委嘱作品5曲を集めたレコード『京都をイメージとした作品集』で「日本レコードアカデミー賞」を受賞。
- 1983年 小澤征爾が初めて指揮。
- 1987年 北朝鮮公演実施、第300回定期演奏会で小林研一郎（首席指揮者）がベートーヴェン／交響曲第9番他を指揮。
- 1989年 練習場が完成、フランス公演実施。
- 1995年 京都コンサートホール完成にともない、10月から本拠地をそれまでの京都会館より移転。井上道義の発案で、京響市民合唱団（現：京響コーラス）が結成。
- 1997年 創立40周年記念事業の締めくくりとしてヨーロッパ5都市を巡る海外ツアーを敢行（井上道義が指揮者として同行）、第400回定期演奏会で大友直人（首席指揮者）がベートーヴェン／交響曲第9番他を指揮。
- 1999年 この年から2001年にかけて、ウーヴェ・ムント（英語版）（第10代常任指揮者）とともに、シベリウス・スメタナ・バルトーク・マーラーの各作品を録音、ドイツのバジェット・レーベル「アルテ・ノヴァ（ARTE NOVA）」を通じて全世界に向けてリリース。
- 2003年 大友直人（第11代常任指揮者）ともに西日本初の子ども向け定期演奏会「こどものためのコンサート」を開始。
- 2006年 創立50周年を迎え、記念の「バースデーコンサート」を先斗町歌舞練場で開催（6月18日 外山雄三指揮）。第489回定期演奏会でシェーンベルク／「グレの歌」を京都初演（大友直人指揮、東京交響楽団共演）。さらに11月には「京響創立50周年記念コンサートツアー」と銘打って国内主要都市を巡業。
- 2007年 第500回定期演奏会で大友直人（第11代常任指揮者兼アーティスティック・アドヴァイザー）がリヒャルト・シュトラウス／「アルプス交響曲」他を指揮。
- 2008年 第511回定期演奏会「広上淳一第12代常任指揮者就任披露演奏会」から、開演前の「プレトーク」および終演後の「レセプション」を開始。
- 2009年 運営を京都市文化市民局から外郭団体の京都市音楽芸術文化振興財団に移管。スプリング・コンサートを開始。
- 2010年 初の名古屋公演を開催。広上淳一が指揮した定期演奏会ライブ録音を集めた「名曲ライブシリーズ」（CD２枚組）をリリース。2012年に第２弾を発売。2013年に第３弾を発売。
- 2013年 第564回定期演奏会（2013年1月）から第579回（2014年5月）まで、毎回チケットが完売する。
- 2015年 第590回定期演奏会（2015年5月）から隔月で、定期演奏会が各回２日公演となる。18年ぶりのヨーロッパ公演（４都市）を、チェコ（プルゼニ市公会堂）、ドイツ（ケルン・フィルハーモニー）、オランダ（コンセルトヘボウ）、イタリア（オペラ・ディ・フィレンツェ）で開催。指揮は広上淳一（常任指揮者兼ミュージック・アドヴァイザー）。
- 2016年 第600回定期演奏会で広上淳一（第12代常任指揮者兼ミュージック・アドヴァイザー）がリヒャルト・シュトラウス／「ツァラトゥストラはかく語りき」他を指揮。創立60周年を記念し、「京響ふらっとコンサート」（入場無料）を京都市内10ヶ所で開催。シュトックハウゼン／３つのオーケストラのための「グルッペン」の関西初演（12月23日 指揮：広上淳一、高関健、下野竜也）が評価され、「第29回ミュージック・ペンクラブ音楽賞」クラシック部門の「現代音楽部門賞」を受賞。
- 2019年3月 「京都市交響楽団条例」を制定。
- 2020年 「京都市交響楽団ビジョン」を策定。4月から英語表記を「Kyoto Symphony Orchestra」から「City of Kyoto Symphony Orchestra」に改める[1]。
- 2022年4月　定期演奏会の開催日を金曜夜and/or土曜昼に変更。金曜夜公演は「フライデー・ナイト・スペシャル」（金曜19:30開演、休憩なし約1時間プログラム）として開始（～2025年3月まで）。

## 歴代指揮者
- 初代常任指揮者 カール・チェリウス（ドイツ語版） 1956年4月 - 1961年6月 ※退任後は名誉指揮者。
- 第2代常任指揮者 ハンス・ヨアヒム・カウフマン（ドイツ語版） 1961年9月 - 1963年8月
  - 顧問 長広敏雄 1962年4月 - 1963年8月
  - 顧問 山田和男 1962年4月 - 1963年8月
  - 顧問 安部幸明 1962年4月 - 1963年8月
- 第3代常任指揮者 森正 1963年9月 - 1966年8月
  - 副指揮者 山田宗二郎 1963年9月 - 1966年8月
  - 演奏顧問 岩淵龍太郎 1966年8月 - 1970年3月
  - 演奏顧問 黒沼俊夫 1966年8月 - 1970年3月
  - 演奏顧問 奥田道昭 1966年8月 - 1970年3月
- 第4代常任指揮者 外山雄三 1967年4月 - 1970年3月
  - 副指揮者 福村芳一 1967年4月 - 1970年3月
  - 演奏顧問 蔵田春平 1967年4月 - 1970年3月
  - 演奏顧問 安部幸明 1967年4月 - 1970年3月
- 音楽監督・第5代常任指揮者 渡邉暁雄 1970年4月 - 1972年3月
  - 副指揮者 佐藤功太郎 1970年9月 - 1972年3月
- 音楽監督・第6代常任指揮者 山田一雄 1972年4月 - 1976年3月 （※退任後は芸術顧問）
  - 指揮者 福村芳一 1972年4月 - 1978年3月
  - 指揮者 若杉弘 1975年10月 - 1976年3月
- 首席指揮者 ニクラウス・ピーター・ウィス 1976年4月 - 1978年3月
  - 首席客演指揮者 若杉弘 1976年4月 - 1987年3月
- 首席指揮者 スチュワート・カーショー 1978年4月 - 1980年3月
  - 正指揮者 山田一雄 1980年4月 - 1982年3月
  - 指揮者 佐藤功太郎 1980年4月 - 1983年3月
- 第7代常任指揮者 フルヴィオ・ヴェルニッツィ 1982年4月 - 1984年3月
  - 正指揮者 手塚幸紀 1983年4月 - 1985年3月
- 首席指揮者 山田一雄 1984年4月 - 1985年3月
- 第8代常任指揮者 小林研一郎 1985年4月 - 1987年3月
- 音楽監督・第9代常任指揮者 井上道義 1990年7月 - 1998年3月
  - 指揮者 高関健 1990年 - 1996年
  - 正指揮者 大友直人 1995年 - 1996年
- 首席指揮者 大友直人 1996年4月 - 2001年3月
- 第10代常任指揮者 ウーヴェ・ムント（英語版） 1998年4月 - 2001年3月
- 第11代常任指揮者 大友直人 2001年4月 - 2008年3月（※2004年4月からアーティスティック・アドヴァイザーを兼任）
  - 首席客演指揮者 岩城宏之 2001年4月 - （2006年6月没）
- 第12代常任指揮者 広上淳一 2008年4月[2] - 2020年3月（※2014年4月からミュージック・アドヴァイザーを兼任）
  - 桂冠指揮者 大友直人 2008年4月[2] - 現在
  - 常任首席客演指揮者 高関健 2014年4月 - 2020年3月、下野竜也 2017年4月 - 2020年3月
  - 常任客演指揮者 下野竜也 2014年4月 -2017年3月
- 第13代常任指揮者兼芸術顧問 広上淳一 2020年4月 - 2022年3月
  - 首席客演指揮者 ジョン・アクセルロッド（英語版）  2020年4月 - 2023年3月
- 第14代常任指揮者 沖澤のどか 2023年4月 - [3]　
  - 首席客演指揮者 ヤン・ヴィレム・デ・フリーント 2024年4月 - [4]

## 団員
- 泉原隆志 コンサートマスター
- 豊嶋泰嗣 特別名誉友情コンサートマスター（2020年4月から[1])
- 石田泰尚 特別客演コンサートマスター（2020年4月から[1]) ソロ コンサートマスター(2025年4月から[5])
- 会田莉凡 特別客演コンサートマスター（2020年4月から[1]) ソロ コンサートマスター(2025年4月から[5])
- 小谷口直子　首席クラリネット奏者
- 店村眞積 ソロ首席ヴィオラ奏者
- 上村昇 　ソロ首席チェロ奏者
- 山本裕康   特別首席チェロ奏者
- 工藤千博　元コンサートマスター
- グレブ・ニキティン　元コンサートマスター
- 清水信貴　元首席フルート奏者
- 平松久司　元トランペット奏者
- 菊本和昭　元トランペット奏者

## 演奏会
- 定期演奏会
  - 京都コンサートホール（年間11プログラム、演奏会回数18回）
- 特別演奏会（第九コンサート、ニューイヤーコンサート）
- スプリング・コンサート
- 地方公演（大阪特別公演、名古屋公演、東京公演）
- オーケストラ・ディスカバリー（ロームシアター京都メインホール、年間4公演）
- ZERO歳からのみんなのコンサート（年間5公演）